# Max Hoß
Maximilian Ludwig „Max“ Hoß (* 30. September 1878 in Ludwigsburg; † 11. September 1966 in Schwäbisch Gmünd) war ein deutscher Politiker.

## Leben
Als Sohn eines Majors und Bataillonskommandeurs geboren, studierte Hoß nach dem Beusch des Ludwigsburger Gymnasiums Rechtswissenschaften in Tübingen, Heidelberg und Leipzig. Während seines Studiums wurde er 1896 Mitglied der Burschenschaft Germania Tübingen und 1898 der Burschenschaft Allemannia Heidelberg. Nach seinen Examen 1901 und 1903 wurde er 1903 in Tübingen mit einer Arbeit über Die Flugblätterpolizei in Deutschland mit besonderer Berücksichtigung Württembergs zum Dr. sc. pol. promoviert. 1903/04 war er Einjährig-Freiwilliger beim Feldartillerie-Regiment „König Karl“ (1. Württembergisches) Nr. 13. Nach seinem Referendariat wurde er Regierungsassessor in Stuttgart und im Berliner Innenministerium. 1912 wurde er Amtmann bei der Stadtdirektion Stuttgart, 1913 in Ulm. Am Ersten Weltkrieg nahm er mit dem Feldartillerie-Regiment Nr. 26 teil, zuletzt als Oberleutnant und Batterieführer. Nach einer Verwundung wurde er 1918 Hauptmann und Batteriechef der 1. Batterie im Freikorps Epp. Nach kurzer Zeit im Innenministerium wurde er 1919 planmäßiger Assessor und Oberamtmann in Ludwigsburg, ging 1920 als Oberamtsvorstand zum Oberamt Vaihingen und war nebenbei Amtsverweser im Oberamt Maulbronn. 1925 wurde er Oberamtsvorstand bzw. ab 1928 Landrat im Oberamt Schorndorf. Von 1929 bis 1945 war er Landrat in Schwäbisch Gmünd. Von 1927 bis 1929 war er Mitglied der DNVP, zum 1. Mai 1933 trat er der NSDAP bei (Mitgliedsnummer 3.242.111). Am 14. Juli 1945 wurde er vorläufig dienstenthoben und dann interniert.

## Ehrungen
- Eisernes Kreuz 1. und 2. Klasse
- Württembergischer Verdienstorden mit Schwertern
- Württembergischer Zivilverdienstorden, Ritterkreuz 2. Klasse mit Schwertern